# Henry Tingle Wilde
Henry Tingle Wilde jr. (Walton, 21 settembre 1872 – Oceano Atlantico, 15 aprile 1912) è stato un marinaio britannico.
Fu tenente di vascello della Royal Naval Reserve e, nominato all'ultimo minuto, comandante in seconda sul RMS Titanic nel suo sfortunato viaggio inaugurale.

## Biografia

### Primi anni
Henry Tingle Wilde fu battezzato nella Loxley Congregational Chapel, di Bradfield, nello Yorkshire, il 24 ottobre 1872. Suo padre era Henry Wilde sr., un assicuratore di Ecclesfiel, South Yorkshire; sua madre era Elizabeth Tingle di Loxley, Bradfield.
Henry si avvicinò alla vita marinaresca fin dall'età adolescenziale, frequentando la James Chambers & Co., a Liverpool. Cominciò il 23 ottobre 1889, a bordo della 1835-ton Greystoke Castle, finendo quattro anni più tardi, il 22 ottobre 1893. Seguì immediatamente un servizio come terzo ufficiale, a bordo della Greystoke Castle, passando poi alla 1374-ton Hornsby Castle, sempre come Terzo. Servì, in seguito, sul piroscafo Brunswick, nel 1895, dove prestò servizio prima come terzo ufficiale, poi come secondo ufficiale di coperta. Nel 1896 si trasferì sul P/S Europa con la medesima qualifica. Nel luglio 1897 si unì alla White Star Line.
Imbarcatosi come giovane ufficiale, crebbe costantemente in carriera prestando servizio su diverse navi della White Star Line tra cui Covic, Cufic, Tauric e la Delphic. 
Una tragedia familiare lo colpì nel dicembre 1910, quando la moglie morì nel dare alla luce i figli gemelli, Archie e Richard, anch'essi non sopravvissuti. 
Nell'agosto 1911 Wilde divenne comandante in seconda della nave gemella del Titanic, la Olympic, dove servì sotto il futuro comandante del Titanic, Edward John Smith.

### Titanic

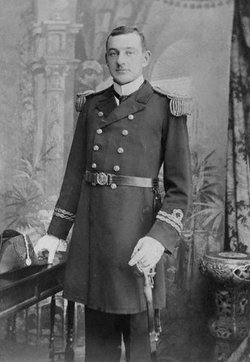
Henry Tingle Wilde, in uniforme da tenente di vascello della Royal Naval Reserve, ritratto in foto prima del 15 aprile 1912.

A Wilde fu ordinato di lasciare l'Olympic a Southampton il 3 aprile 1912, rimanendo in attesa di ordini; inizialmente sembrava che la White Star Line avesse dato l'incarico allo stesso Wilde di comandare una nave più piccola, ma infine gli venne assegnato, all'ultimo minuto, il ruolo di comandante in seconda sul Titanic, su richiesta del comandante Smith. Questa sua undicesima assegnazione causò il cosiddetto "rimpasto degli ufficiali", per cui William McMaster Murdoch e Charles Lightoller, in origine rispettivamente comandante in seconda e primo ufficiale di coperta, vennero retrocessi alle qualifiche di primo e secondo ufficiale, mentre il secondo ufficiale designato inizialmente, David Blair, venne scartato. Il giorno in cui il Titanic partì per gli Stati Uniti, il 10 aprile 1912, Wilde s'imbarcò intorno alle 6 del mattino e iniziò il suo turno collaborando con Lightoller alle operazioni di disormeggio, facendo levare i cavi ed i fissanti delle linee di tiro.
Pare che Wilde, dal Titanic, abbia scritto una lettera indirizzata alla sorella in cui le avrebbe confidato di avere avuto "una strana sensazione sulla nave" ed avrebbe affermato che la nave non gli trasmetteva una sensazione di tranquillità.
Alle 23:40 del 14 aprile, il Titanic urtò di striscio un enorme iceberg, causando una falla sulla murata di dritta. Wilde non era di servizio in quel momento e a tutt'oggi non sono chiari i suoi movimenti durante il naufragio. Di certo s'incaricò di abbordare le lance di salvataggio sul lato di sinistra della nave. Alle ore 01:40, la maggior parte delle lance venne messa in acqua e Wilde si trasferì a dritta. Venne visto l'ultima volta nel tentativo di aprire le zattere pieghevoli A e B, dalla tolda della tuga alloggi ufficiali. Nel libro The Night Lives On, Walter Lord menzionò, oltre che un minor numero di sopravvissuti rispetto a quanti ne potesse trasportare una lancia, una possibile testimonianza del comandante Smith o del primo ufficiale di coperta Murdoch (se non addirittura di tutti e due) di aver visto Wilde togliersi la vita negli ultimi minuti del naufragio, fatto segnalato anche da alcuni sopravvissuti.
È quindi certo che Wilde, che all'epoca del naufragio aveva 39 anni, sia deceduto in tale circostanza, ma non è mai stato chiarito come; il suo corpo non è mai stato ritrovato.

## Nella cultura di massa
Henry Tingle Wilde è stato ritratto da diversi attori nei diversi film dedicati al disastro del Titanic:
- nel film Titanic (1953), da Charles B. Fitzsimons;
- nel film Titanic, latitudine 41 nord (1958), da Howard Lang;
- nel film TV S.O.S. Titanic (1979), da Tony Caunter;
- nel film Titanic (1997), da Mark Lindsay Chapman.

Nel film Titanic (1997) si può notare Wilde alle prese con le scialuppe di salvataggio pieghevoli, vicino al ponte prossimo all'affondamento; è possibile vederlo aggrappato ad una sedia a sdraio rotta nell'acqua gelida e utilizzare un fischietto di soccorso, per poi morire per ipotermia. Poco dopo la protagonista femminile Rose DeWitt Bukater (Kate Winslet), addolorata per la perdita dell'amato Jack Dawson (Leonardo DiCaprio) ma decisa a sopravvivere proprio perché l'ha promesso a Jack, si avvicina al corpo di Wilde e suona il suo fischietto per farsi notare nel momento in cui la scialuppa comandata dal quinto ufficiale Harold Lowe sta tornando sul luogo del disastro per raccogliere eventuali superstiti.